# Vladari Koʻolaua
Ovo je popis vladara Koʻolaua, mjesta na otoku Oahuu (Havaji). Stari Havajci su vjerovali da su njihovi vladari potomci boga imenom Wākea. Njihovi su vladari mogli imati različite "rangove"; najviši poznati rang imali su oni rođeni iz unije sestre i brata. Prvi vladar Koʻolaua bio je poglavica Kalehenui, sin Mawekea. 

## Popis
- Kalehenui[1] — sin čarobnjaka Mawekea, koji je na Oahu došao s Tahitija[2]
- Hinakaimauliawa[3] — kći Kalehenuija i Kahinalo
- Mualani — kći Hinakaimauliʻawe i Kahiwakaʻapua
- Kua-o-Mua — sin Mualani i Kaomealanija I.
- Kawalewaleoku — sin Kue i njegove sestre Kapue; smatran bogom
- Kaulaulaokalani — sin Kawalewaleokua i Unaʻule[4]
- Kaimihauoku — kći Kaulaulaokalanija
- Moku-o-Loe — sin Kaimihauoku
- Kalia-o-kalani (Kahoakalani-o-Moku) — sin Mokua
- Ke-opu-o-lani (Kupualani) — muž Kaohi-a-kanake
- Kupanihi — muž Kahua-o-kalani
- Lua-poluku — muž Mumu-ka-lani-ohue
- Ahu-kai
- Maʻe-nui-o-kalani
- Kapikiʻo-kalani
- Holaulani (Kauaohalaulani)
- Laninui-a-Kaʻihupeʻe
- Hoalani
- Ipuwai-o-Hoalani